# Zygmunt Czyżowski (biskup)
Zygmunt Czyżowski herbu Topór (zm. 1667) – biskup rzymskokatolicki, kanonik płocki, sekretarz Władysława IV Wazy.

## Życiorys
Biskup pomocniczy płocki i tytularny biskup lacedemoński (1655-1664), biskup diecezjalny kamieniecki (1664-1666). W 1666 mianowany biskupem diecezjalnym łuckim, zmarł przed ingresem.
Pochowany w kościele klasztornym Narodzenia NMP i Św. Ignacego Loyoli w Warszawie.